# Tốt chồng (cờ vua)
|   | a | b | c | d | e | f | g | h |   |
| 8 | e8 black king · c7 black pawn · g7 black pawn · b6 black pawn · e6 black pawn · h6 black pawn · b5 white pawn · e5 white pawn · h5 white pawn · b4 white pawn · c4 white pawn · g4 white pawn · e3 white pawn · e1 white king | e8 black king · c7 black pawn · g7 black pawn · b6 black pawn · e6 black pawn · h6 black pawn · b5 white pawn · e5 white pawn · h5 white pawn · b4 white pawn · c4 white pawn · g4 white pawn · e3 white pawn · e1 white king | e8 black king · c7 black pawn · g7 black pawn · b6 black pawn · e6 black pawn · h6 black pawn · b5 white pawn · e5 white pawn · h5 white pawn · b4 white pawn · c4 white pawn · g4 white pawn · e3 white pawn · e1 white king | e8 black king · c7 black pawn · g7 black pawn · b6 black pawn · e6 black pawn · h6 black pawn · b5 white pawn · e5 white pawn · h5 white pawn · b4 white pawn · c4 white pawn · g4 white pawn · e3 white pawn · e1 white king | e8 black king · c7 black pawn · g7 black pawn · b6 black pawn · e6 black pawn · h6 black pawn · b5 white pawn · e5 white pawn · h5 white pawn · b4 white pawn · c4 white pawn · g4 white pawn · e3 white pawn · e1 white king | e8 black king · c7 black pawn · g7 black pawn · b6 black pawn · e6 black pawn · h6 black pawn · b5 white pawn · e5 white pawn · h5 white pawn · b4 white pawn · c4 white pawn · g4 white pawn · e3 white pawn · e1 white king | e8 black king · c7 black pawn · g7 black pawn · b6 black pawn · e6 black pawn · h6 black pawn · b5 white pawn · e5 white pawn · h5 white pawn · b4 white pawn · c4 white pawn · g4 white pawn · e3 white pawn · e1 white king | e8 black king · c7 black pawn · g7 black pawn · b6 black pawn · e6 black pawn · h6 black pawn · b5 white pawn · e5 white pawn · h5 white pawn · b4 white pawn · c4 white pawn · g4 white pawn · e3 white pawn · e1 white king | 8 |
| 7 | e8 black king · c7 black pawn · g7 black pawn · b6 black pawn · e6 black pawn · h6 black pawn · b5 white pawn · e5 white pawn · h5 white pawn · b4 white pawn · c4 white pawn · g4 white pawn · e3 white pawn · e1 white king | e8 black king · c7 black pawn · g7 black pawn · b6 black pawn · e6 black pawn · h6 black pawn · b5 white pawn · e5 white pawn · h5 white pawn · b4 white pawn · c4 white pawn · g4 white pawn · e3 white pawn · e1 white king | e8 black king · c7 black pawn · g7 black pawn · b6 black pawn · e6 black pawn · h6 black pawn · b5 white pawn · e5 white pawn · h5 white pawn · b4 white pawn · c4 white pawn · g4 white pawn · e3 white pawn · e1 white king | e8 black king · c7 black pawn · g7 black pawn · b6 black pawn · e6 black pawn · h6 black pawn · b5 white pawn · e5 white pawn · h5 white pawn · b4 white pawn · c4 white pawn · g4 white pawn · e3 white pawn · e1 white king | e8 black king · c7 black pawn · g7 black pawn · b6 black pawn · e6 black pawn · h6 black pawn · b5 white pawn · e5 white pawn · h5 white pawn · b4 white pawn · c4 white pawn · g4 white pawn · e3 white pawn · e1 white king | e8 black king · c7 black pawn · g7 black pawn · b6 black pawn · e6 black pawn · h6 black pawn · b5 white pawn · e5 white pawn · h5 white pawn · b4 white pawn · c4 white pawn · g4 white pawn · e3 white pawn · e1 white king | e8 black king · c7 black pawn · g7 black pawn · b6 black pawn · e6 black pawn · h6 black pawn · b5 white pawn · e5 white pawn · h5 white pawn · b4 white pawn · c4 white pawn · g4 white pawn · e3 white pawn · e1 white king | e8 black king · c7 black pawn · g7 black pawn · b6 black pawn · e6 black pawn · h6 black pawn · b5 white pawn · e5 white pawn · h5 white pawn · b4 white pawn · c4 white pawn · g4 white pawn · e3 white pawn · e1 white king | 7 |
| 6 | e8 black king · c7 black pawn · g7 black pawn · b6 black pawn · e6 black pawn · h6 black pawn · b5 white pawn · e5 white pawn · h5 white pawn · b4 white pawn · c4 white pawn · g4 white pawn · e3 white pawn · e1 white king | e8 black king · c7 black pawn · g7 black pawn · b6 black pawn · e6 black pawn · h6 black pawn · b5 white pawn · e5 white pawn · h5 white pawn · b4 white pawn · c4 white pawn · g4 white pawn · e3 white pawn · e1 white king | e8 black king · c7 black pawn · g7 black pawn · b6 black pawn · e6 black pawn · h6 black pawn · b5 white pawn · e5 white pawn · h5 white pawn · b4 white pawn · c4 white pawn · g4 white pawn · e3 white pawn · e1 white king | e8 black king · c7 black pawn · g7 black pawn · b6 black pawn · e6 black pawn · h6 black pawn · b5 white pawn · e5 white pawn · h5 white pawn · b4 white pawn · c4 white pawn · g4 white pawn · e3 white pawn · e1 white king | e8 black king · c7 black pawn · g7 black pawn · b6 black pawn · e6 black pawn · h6 black pawn · b5 white pawn · e5 white pawn · h5 white pawn · b4 white pawn · c4 white pawn · g4 white pawn · e3 white pawn · e1 white king | e8 black king · c7 black pawn · g7 black pawn · b6 black pawn · e6 black pawn · h6 black pawn · b5 white pawn · e5 white pawn · h5 white pawn · b4 white pawn · c4 white pawn · g4 white pawn · e3 white pawn · e1 white king | e8 black king · c7 black pawn · g7 black pawn · b6 black pawn · e6 black pawn · h6 black pawn · b5 white pawn · e5 white pawn · h5 white pawn · b4 white pawn · c4 white pawn · g4 white pawn · e3 white pawn · e1 white king | e8 black king · c7 black pawn · g7 black pawn · b6 black pawn · e6 black pawn · h6 black pawn · b5 white pawn · e5 white pawn · h5 white pawn · b4 white pawn · c4 white pawn · g4 white pawn · e3 white pawn · e1 white king | 6 |
| 5 | e8 black king · c7 black pawn · g7 black pawn · b6 black pawn · e6 black pawn · h6 black pawn · b5 white pawn · e5 white pawn · h5 white pawn · b4 white pawn · c4 white pawn · g4 white pawn · e3 white pawn · e1 white king | e8 black king · c7 black pawn · g7 black pawn · b6 black pawn · e6 black pawn · h6 black pawn · b5 white pawn · e5 white pawn · h5 white pawn · b4 white pawn · c4 white pawn · g4 white pawn · e3 white pawn · e1 white king | e8 black king · c7 black pawn · g7 black pawn · b6 black pawn · e6 black pawn · h6 black pawn · b5 white pawn · e5 white pawn · h5 white pawn · b4 white pawn · c4 white pawn · g4 white pawn · e3 white pawn · e1 white king | e8 black king · c7 black pawn · g7 black pawn · b6 black pawn · e6 black pawn · h6 black pawn · b5 white pawn · e5 white pawn · h5 white pawn · b4 white pawn · c4 white pawn · g4 white pawn · e3 white pawn · e1 white king | e8 black king · c7 black pawn · g7 black pawn · b6 black pawn · e6 black pawn · h6 black pawn · b5 white pawn · e5 white pawn · h5 white pawn · b4 white pawn · c4 white pawn · g4 white pawn · e3 white pawn · e1 white king | e8 black king · c7 black pawn · g7 black pawn · b6 black pawn · e6 black pawn · h6 black pawn · b5 white pawn · e5 white pawn · h5 white pawn · b4 white pawn · c4 white pawn · g4 white pawn · e3 white pawn · e1 white king | e8 black king · c7 black pawn · g7 black pawn · b6 black pawn · e6 black pawn · h6 black pawn · b5 white pawn · e5 white pawn · h5 white pawn · b4 white pawn · c4 white pawn · g4 white pawn · e3 white pawn · e1 white king | e8 black king · c7 black pawn · g7 black pawn · b6 black pawn · e6 black pawn · h6 black pawn · b5 white pawn · e5 white pawn · h5 white pawn · b4 white pawn · c4 white pawn · g4 white pawn · e3 white pawn · e1 white king | 5 |
| 4 | e8 black king · c7 black pawn · g7 black pawn · b6 black pawn · e6 black pawn · h6 black pawn · b5 white pawn · e5 white pawn · h5 white pawn · b4 white pawn · c4 white pawn · g4 white pawn · e3 white pawn · e1 white king | e8 black king · c7 black pawn · g7 black pawn · b6 black pawn · e6 black pawn · h6 black pawn · b5 white pawn · e5 white pawn · h5 white pawn · b4 white pawn · c4 white pawn · g4 white pawn · e3 white pawn · e1 white king | e8 black king · c7 black pawn · g7 black pawn · b6 black pawn · e6 black pawn · h6 black pawn · b5 white pawn · e5 white pawn · h5 white pawn · b4 white pawn · c4 white pawn · g4 white pawn · e3 white pawn · e1 white king | e8 black king · c7 black pawn · g7 black pawn · b6 black pawn · e6 black pawn · h6 black pawn · b5 white pawn · e5 white pawn · h5 white pawn · b4 white pawn · c4 white pawn · g4 white pawn · e3 white pawn · e1 white king | e8 black king · c7 black pawn · g7 black pawn · b6 black pawn · e6 black pawn · h6 black pawn · b5 white pawn · e5 white pawn · h5 white pawn · b4 white pawn · c4 white pawn · g4 white pawn · e3 white pawn · e1 white king | e8 black king · c7 black pawn · g7 black pawn · b6 black pawn · e6 black pawn · h6 black pawn · b5 white pawn · e5 white pawn · h5 white pawn · b4 white pawn · c4 white pawn · g4 white pawn · e3 white pawn · e1 white king | e8 black king · c7 black pawn · g7 black pawn · b6 black pawn · e6 black pawn · h6 black pawn · b5 white pawn · e5 white pawn · h5 white pawn · b4 white pawn · c4 white pawn · g4 white pawn · e3 white pawn · e1 white king | e8 black king · c7 black pawn · g7 black pawn · b6 black pawn · e6 black pawn · h6 black pawn · b5 white pawn · e5 white pawn · h5 white pawn · b4 white pawn · c4 white pawn · g4 white pawn · e3 white pawn · e1 white king | 4 |
| 3 | e8 black king · c7 black pawn · g7 black pawn · b6 black pawn · e6 black pawn · h6 black pawn · b5 white pawn · e5 white pawn · h5 white pawn · b4 white pawn · c4 white pawn · g4 white pawn · e3 white pawn · e1 white king | e8 black king · c7 black pawn · g7 black pawn · b6 black pawn · e6 black pawn · h6 black pawn · b5 white pawn · e5 white pawn · h5 white pawn · b4 white pawn · c4 white pawn · g4 white pawn · e3 white pawn · e1 white king | e8 black king · c7 black pawn · g7 black pawn · b6 black pawn · e6 black pawn · h6 black pawn · b5 white pawn · e5 white pawn · h5 white pawn · b4 white pawn · c4 white pawn · g4 white pawn · e3 white pawn · e1 white king | e8 black king · c7 black pawn · g7 black pawn · b6 black pawn · e6 black pawn · h6 black pawn · b5 white pawn · e5 white pawn · h5 white pawn · b4 white pawn · c4 white pawn · g4 white pawn · e3 white pawn · e1 white king | e8 black king · c7 black pawn · g7 black pawn · b6 black pawn · e6 black pawn · h6 black pawn · b5 white pawn · e5 white pawn · h5 white pawn · b4 white pawn · c4 white pawn · g4 white pawn · e3 white pawn · e1 white king | e8 black king · c7 black pawn · g7 black pawn · b6 black pawn · e6 black pawn · h6 black pawn · b5 white pawn · e5 white pawn · h5 white pawn · b4 white pawn · c4 white pawn · g4 white pawn · e3 white pawn · e1 white king | e8 black king · c7 black pawn · g7 black pawn · b6 black pawn · e6 black pawn · h6 black pawn · b5 white pawn · e5 white pawn · h5 white pawn · b4 white pawn · c4 white pawn · g4 white pawn · e3 white pawn · e1 white king | e8 black king · c7 black pawn · g7 black pawn · b6 black pawn · e6 black pawn · h6 black pawn · b5 white pawn · e5 white pawn · h5 white pawn · b4 white pawn · c4 white pawn · g4 white pawn · e3 white pawn · e1 white king | 3 |
| 2 | e8 black king · c7 black pawn · g7 black pawn · b6 black pawn · e6 black pawn · h6 black pawn · b5 white pawn · e5 white pawn · h5 white pawn · b4 white pawn · c4 white pawn · g4 white pawn · e3 white pawn · e1 white king | e8 black king · c7 black pawn · g7 black pawn · b6 black pawn · e6 black pawn · h6 black pawn · b5 white pawn · e5 white pawn · h5 white pawn · b4 white pawn · c4 white pawn · g4 white pawn · e3 white pawn · e1 white king | e8 black king · c7 black pawn · g7 black pawn · b6 black pawn · e6 black pawn · h6 black pawn · b5 white pawn · e5 white pawn · h5 white pawn · b4 white pawn · c4 white pawn · g4 white pawn · e3 white pawn · e1 white king | e8 black king · c7 black pawn · g7 black pawn · b6 black pawn · e6 black pawn · h6 black pawn · b5 white pawn · e5 white pawn · h5 white pawn · b4 white pawn · c4 white pawn · g4 white pawn · e3 white pawn · e1 white king | e8 black king · c7 black pawn · g7 black pawn · b6 black pawn · e6 black pawn · h6 black pawn · b5 white pawn · e5 white pawn · h5 white pawn · b4 white pawn · c4 white pawn · g4 white pawn · e3 white pawn · e1 white king | e8 black king · c7 black pawn · g7 black pawn · b6 black pawn · e6 black pawn · h6 black pawn · b5 white pawn · e5 white pawn · h5 white pawn · b4 white pawn · c4 white pawn · g4 white pawn · e3 white pawn · e1 white king | e8 black king · c7 black pawn · g7 black pawn · b6 black pawn · e6 black pawn · h6 black pawn · b5 white pawn · e5 white pawn · h5 white pawn · b4 white pawn · c4 white pawn · g4 white pawn · e3 white pawn · e1 white king | e8 black king · c7 black pawn · g7 black pawn · b6 black pawn · e6 black pawn · h6 black pawn · b5 white pawn · e5 white pawn · h5 white pawn · b4 white pawn · c4 white pawn · g4 white pawn · e3 white pawn · e1 white king | 2 |
| 1 | e8 black king · c7 black pawn · g7 black pawn · b6 black pawn · e6 black pawn · h6 black pawn · b5 white pawn · e5 white pawn · h5 white pawn · b4 white pawn · c4 white pawn · g4 white pawn · e3 white pawn · e1 white king | e8 black king · c7 black pawn · g7 black pawn · b6 black pawn · e6 black pawn · h6 black pawn · b5 white pawn · e5 white pawn · h5 white pawn · b4 white pawn · c4 white pawn · g4 white pawn · e3 white pawn · e1 white king | e8 black king · c7 black pawn · g7 black pawn · b6 black pawn · e6 black pawn · h6 black pawn · b5 white pawn · e5 white pawn · h5 white pawn · b4 white pawn · c4 white pawn · g4 white pawn · e3 white pawn · e1 white king | e8 black king · c7 black pawn · g7 black pawn · b6 black pawn · e6 black pawn · h6 black pawn · b5 white pawn · e5 white pawn · h5 white pawn · b4 white pawn · c4 white pawn · g4 white pawn · e3 white pawn · e1 white king | e8 black king · c7 black pawn · g7 black pawn · b6 black pawn · e6 black pawn · h6 black pawn · b5 white pawn · e5 white pawn · h5 white pawn · b4 white pawn · c4 white pawn · g4 white pawn · e3 white pawn · e1 white king | e8 black king · c7 black pawn · g7 black pawn · b6 black pawn · e6 black pawn · h6 black pawn · b5 white pawn · e5 white pawn · h5 white pawn · b4 white pawn · c4 white pawn · g4 white pawn · e3 white pawn · e1 white king | e8 black king · c7 black pawn · g7 black pawn · b6 black pawn · e6 black pawn · h6 black pawn · b5 white pawn · e5 white pawn · h5 white pawn · b4 white pawn · c4 white pawn · g4 white pawn · e3 white pawn · e1 white king | e8 black king · c7 black pawn · g7 black pawn · b6 black pawn · e6 black pawn · h6 black pawn · b5 white pawn · e5 white pawn · h5 white pawn · b4 white pawn · c4 white pawn · g4 white pawn · e3 white pawn · e1 white king | 1 |
|   | a | b | c | d | e | f | g | h |   |

Trong cờ vua, Tốt chồng hay Tốt trùng là hình thế mà có hai Tốt trở lên ở cùng bên (cùng bên Trắng hoặc Đen) nằm trên cùng một cột.

## Cặp tốt chồng
Nếu chỉ có hai quân Tốt cùng bên nằm trên cùng một cột, ta gọi là một cặp Tốt chồng (hay Tốt chồng đôi, tiếng Anh: doubled pawns). Trường hợp này chỉ xảy ra khi một trong hai quân Tốt ăn một quân của đối phương trên cột chứa quân Tốt còn lại. Trong hình trên, các quân Tốt Trắng nằm trên cột b và cột e làm thành hai cặp Tốt chồng. Ngoài ra, các Tốt Trắng trên cột e còn là các Tốt cô lập.
Trong hầu hết mọi trường hợp, Tốt chồng nói chung được xem là điểm yếu do chúng không có khả năng tự bảo vệ lẫn nhau. Do vậy sẽ khó khăn hơn để đạt được một sự đột phá mà trong đó có thể sẽ tạo ra một Tốt thông (thường là một nhân tố quyết định trong cờ tàn). Trong trường hợp cặp Tốt chồng cô lập, điểm yếu này càng thêm trầm trọng hơn. Một vài dạng chiến lược và khai cuộc trong cờ vua được hình thành dựa trên cơ sở gây gánh nặng cho đối phương với Tốt chồng, một điểm yếu chiến lược.
Tuy nhiên, trong một số trường hợp, một bên chấp nhận bị Tốt chồng có thể đạt được lợi ích vì làm như vậy có thể mở được cột cho Xe, hoặc là vì Tốt chồng thực hiện được chức năng nào đó hữu ích, như là bảo vệ các ô quan trọng. Đồng thời, nếu đối phương không tấn công được Tốt một cách hiệu quả, điểm yếu cố hữu này có thể ít hoặc không đem đến tác hại. Ngoài ra cũng có một số dạng khai cuộc chấp nhận Tốt chồng để đổi lấy một vài lợi thế tiêu biểu khác, ví dụ như Phương án hai Mã của Phòng thủ Alekhine.
Nhìn chung nhắc đến Tốt chồng chủ yếu và phổ biến nhất là trường hợp Tốt chồng đôi, các trường hợp Tốt chồng ba và Tốt chồng bốn như trình bày dưới đây rất ít gặp.

## Tốt chồng ba và Tốt chồng bốn
Trường hợp ba quân Tốt hoặc nhiều hơn ở cùng một bên nằm trên cùng một cột có thể xảy ra, nhưng rất hiếm gặp. Hình bên trình bày ván đấu giữa Lubomir Kavalek và Bobby Fischer diễn ra tại giải interzonal Sousse năm 1967. Bộ ba Tốt chồng (Tripled pawns) vẫn tồn tại cho đến thời điểm ván đấu kết thúc hòa ở nước thứ 28.
Tốt chồng bốn (Quadrupled pawns) đã xuất hiện trong ván đấu giữa Alexander Alekhine và Vladimir Nenarokov năm 1907, ván John van der Wiel - Vlastimil Hort năm 1981 và một vài ván đấu khác. Trường hợp bốn quân Tốt chồng tồn tại lâu nhất là ở trong ván đấu giữa Kovacs và Barth năm 1994, trạng thái này duy trì được trong quãng thời gian 23 nước đi. Kết quả cuối cùng là hòa dù Trắng hơn tới 3 Tốt, điều đó nói lên sự yếu kém của hệ thống Tốt chồng (xem hình bên).

## Các dạng Tốt chồng (đôi)
|   | a | b | c | d | e | f | g | h |   |
| 8 | e8 black king · b7 black pawn · a6 black pawn · e6 black pawn · f6 black pawn · h6 black pawn · b3 white pawn · c3 white pawn · f3 white pawn · h3 white pawn · b2 white pawn · f2 white pawn · h2 white pawn · e1 white king | e8 black king · b7 black pawn · a6 black pawn · e6 black pawn · f6 black pawn · h6 black pawn · b3 white pawn · c3 white pawn · f3 white pawn · h3 white pawn · b2 white pawn · f2 white pawn · h2 white pawn · e1 white king | e8 black king · b7 black pawn · a6 black pawn · e6 black pawn · f6 black pawn · h6 black pawn · b3 white pawn · c3 white pawn · f3 white pawn · h3 white pawn · b2 white pawn · f2 white pawn · h2 white pawn · e1 white king | e8 black king · b7 black pawn · a6 black pawn · e6 black pawn · f6 black pawn · h6 black pawn · b3 white pawn · c3 white pawn · f3 white pawn · h3 white pawn · b2 white pawn · f2 white pawn · h2 white pawn · e1 white king | e8 black king · b7 black pawn · a6 black pawn · e6 black pawn · f6 black pawn · h6 black pawn · b3 white pawn · c3 white pawn · f3 white pawn · h3 white pawn · b2 white pawn · f2 white pawn · h2 white pawn · e1 white king | e8 black king · b7 black pawn · a6 black pawn · e6 black pawn · f6 black pawn · h6 black pawn · b3 white pawn · c3 white pawn · f3 white pawn · h3 white pawn · b2 white pawn · f2 white pawn · h2 white pawn · e1 white king | e8 black king · b7 black pawn · a6 black pawn · e6 black pawn · f6 black pawn · h6 black pawn · b3 white pawn · c3 white pawn · f3 white pawn · h3 white pawn · b2 white pawn · f2 white pawn · h2 white pawn · e1 white king | e8 black king · b7 black pawn · a6 black pawn · e6 black pawn · f6 black pawn · h6 black pawn · b3 white pawn · c3 white pawn · f3 white pawn · h3 white pawn · b2 white pawn · f2 white pawn · h2 white pawn · e1 white king | 8 |
| 7 | e8 black king · b7 black pawn · a6 black pawn · e6 black pawn · f6 black pawn · h6 black pawn · b3 white pawn · c3 white pawn · f3 white pawn · h3 white pawn · b2 white pawn · f2 white pawn · h2 white pawn · e1 white king | e8 black king · b7 black pawn · a6 black pawn · e6 black pawn · f6 black pawn · h6 black pawn · b3 white pawn · c3 white pawn · f3 white pawn · h3 white pawn · b2 white pawn · f2 white pawn · h2 white pawn · e1 white king | e8 black king · b7 black pawn · a6 black pawn · e6 black pawn · f6 black pawn · h6 black pawn · b3 white pawn · c3 white pawn · f3 white pawn · h3 white pawn · b2 white pawn · f2 white pawn · h2 white pawn · e1 white king | e8 black king · b7 black pawn · a6 black pawn · e6 black pawn · f6 black pawn · h6 black pawn · b3 white pawn · c3 white pawn · f3 white pawn · h3 white pawn · b2 white pawn · f2 white pawn · h2 white pawn · e1 white king | e8 black king · b7 black pawn · a6 black pawn · e6 black pawn · f6 black pawn · h6 black pawn · b3 white pawn · c3 white pawn · f3 white pawn · h3 white pawn · b2 white pawn · f2 white pawn · h2 white pawn · e1 white king | e8 black king · b7 black pawn · a6 black pawn · e6 black pawn · f6 black pawn · h6 black pawn · b3 white pawn · c3 white pawn · f3 white pawn · h3 white pawn · b2 white pawn · f2 white pawn · h2 white pawn · e1 white king | e8 black king · b7 black pawn · a6 black pawn · e6 black pawn · f6 black pawn · h6 black pawn · b3 white pawn · c3 white pawn · f3 white pawn · h3 white pawn · b2 white pawn · f2 white pawn · h2 white pawn · e1 white king | e8 black king · b7 black pawn · a6 black pawn · e6 black pawn · f6 black pawn · h6 black pawn · b3 white pawn · c3 white pawn · f3 white pawn · h3 white pawn · b2 white pawn · f2 white pawn · h2 white pawn · e1 white king | 7 |
| 6 | e8 black king · b7 black pawn · a6 black pawn · e6 black pawn · f6 black pawn · h6 black pawn · b3 white pawn · c3 white pawn · f3 white pawn · h3 white pawn · b2 white pawn · f2 white pawn · h2 white pawn · e1 white king | e8 black king · b7 black pawn · a6 black pawn · e6 black pawn · f6 black pawn · h6 black pawn · b3 white pawn · c3 white pawn · f3 white pawn · h3 white pawn · b2 white pawn · f2 white pawn · h2 white pawn · e1 white king | e8 black king · b7 black pawn · a6 black pawn · e6 black pawn · f6 black pawn · h6 black pawn · b3 white pawn · c3 white pawn · f3 white pawn · h3 white pawn · b2 white pawn · f2 white pawn · h2 white pawn · e1 white king | e8 black king · b7 black pawn · a6 black pawn · e6 black pawn · f6 black pawn · h6 black pawn · b3 white pawn · c3 white pawn · f3 white pawn · h3 white pawn · b2 white pawn · f2 white pawn · h2 white pawn · e1 white king | e8 black king · b7 black pawn · a6 black pawn · e6 black pawn · f6 black pawn · h6 black pawn · b3 white pawn · c3 white pawn · f3 white pawn · h3 white pawn · b2 white pawn · f2 white pawn · h2 white pawn · e1 white king | e8 black king · b7 black pawn · a6 black pawn · e6 black pawn · f6 black pawn · h6 black pawn · b3 white pawn · c3 white pawn · f3 white pawn · h3 white pawn · b2 white pawn · f2 white pawn · h2 white pawn · e1 white king | e8 black king · b7 black pawn · a6 black pawn · e6 black pawn · f6 black pawn · h6 black pawn · b3 white pawn · c3 white pawn · f3 white pawn · h3 white pawn · b2 white pawn · f2 white pawn · h2 white pawn · e1 white king | e8 black king · b7 black pawn · a6 black pawn · e6 black pawn · f6 black pawn · h6 black pawn · b3 white pawn · c3 white pawn · f3 white pawn · h3 white pawn · b2 white pawn · f2 white pawn · h2 white pawn · e1 white king | 6 |
| 5 | e8 black king · b7 black pawn · a6 black pawn · e6 black pawn · f6 black pawn · h6 black pawn · b3 white pawn · c3 white pawn · f3 white pawn · h3 white pawn · b2 white pawn · f2 white pawn · h2 white pawn · e1 white king | e8 black king · b7 black pawn · a6 black pawn · e6 black pawn · f6 black pawn · h6 black pawn · b3 white pawn · c3 white pawn · f3 white pawn · h3 white pawn · b2 white pawn · f2 white pawn · h2 white pawn · e1 white king | e8 black king · b7 black pawn · a6 black pawn · e6 black pawn · f6 black pawn · h6 black pawn · b3 white pawn · c3 white pawn · f3 white pawn · h3 white pawn · b2 white pawn · f2 white pawn · h2 white pawn · e1 white king | e8 black king · b7 black pawn · a6 black pawn · e6 black pawn · f6 black pawn · h6 black pawn · b3 white pawn · c3 white pawn · f3 white pawn · h3 white pawn · b2 white pawn · f2 white pawn · h2 white pawn · e1 white king | e8 black king · b7 black pawn · a6 black pawn · e6 black pawn · f6 black pawn · h6 black pawn · b3 white pawn · c3 white pawn · f3 white pawn · h3 white pawn · b2 white pawn · f2 white pawn · h2 white pawn · e1 white king | e8 black king · b7 black pawn · a6 black pawn · e6 black pawn · f6 black pawn · h6 black pawn · b3 white pawn · c3 white pawn · f3 white pawn · h3 white pawn · b2 white pawn · f2 white pawn · h2 white pawn · e1 white king | e8 black king · b7 black pawn · a6 black pawn · e6 black pawn · f6 black pawn · h6 black pawn · b3 white pawn · c3 white pawn · f3 white pawn · h3 white pawn · b2 white pawn · f2 white pawn · h2 white pawn · e1 white king | e8 black king · b7 black pawn · a6 black pawn · e6 black pawn · f6 black pawn · h6 black pawn · b3 white pawn · c3 white pawn · f3 white pawn · h3 white pawn · b2 white pawn · f2 white pawn · h2 white pawn · e1 white king | 5 |
| 4 | e8 black king · b7 black pawn · a6 black pawn · e6 black pawn · f6 black pawn · h6 black pawn · b3 white pawn · c3 white pawn · f3 white pawn · h3 white pawn · b2 white pawn · f2 white pawn · h2 white pawn · e1 white king | e8 black king · b7 black pawn · a6 black pawn · e6 black pawn · f6 black pawn · h6 black pawn · b3 white pawn · c3 white pawn · f3 white pawn · h3 white pawn · b2 white pawn · f2 white pawn · h2 white pawn · e1 white king | e8 black king · b7 black pawn · a6 black pawn · e6 black pawn · f6 black pawn · h6 black pawn · b3 white pawn · c3 white pawn · f3 white pawn · h3 white pawn · b2 white pawn · f2 white pawn · h2 white pawn · e1 white king | e8 black king · b7 black pawn · a6 black pawn · e6 black pawn · f6 black pawn · h6 black pawn · b3 white pawn · c3 white pawn · f3 white pawn · h3 white pawn · b2 white pawn · f2 white pawn · h2 white pawn · e1 white king | e8 black king · b7 black pawn · a6 black pawn · e6 black pawn · f6 black pawn · h6 black pawn · b3 white pawn · c3 white pawn · f3 white pawn · h3 white pawn · b2 white pawn · f2 white pawn · h2 white pawn · e1 white king | e8 black king · b7 black pawn · a6 black pawn · e6 black pawn · f6 black pawn · h6 black pawn · b3 white pawn · c3 white pawn · f3 white pawn · h3 white pawn · b2 white pawn · f2 white pawn · h2 white pawn · e1 white king | e8 black king · b7 black pawn · a6 black pawn · e6 black pawn · f6 black pawn · h6 black pawn · b3 white pawn · c3 white pawn · f3 white pawn · h3 white pawn · b2 white pawn · f2 white pawn · h2 white pawn · e1 white king | e8 black king · b7 black pawn · a6 black pawn · e6 black pawn · f6 black pawn · h6 black pawn · b3 white pawn · c3 white pawn · f3 white pawn · h3 white pawn · b2 white pawn · f2 white pawn · h2 white pawn · e1 white king | 4 |
| 3 | e8 black king · b7 black pawn · a6 black pawn · e6 black pawn · f6 black pawn · h6 black pawn · b3 white pawn · c3 white pawn · f3 white pawn · h3 white pawn · b2 white pawn · f2 white pawn · h2 white pawn · e1 white king | e8 black king · b7 black pawn · a6 black pawn · e6 black pawn · f6 black pawn · h6 black pawn · b3 white pawn · c3 white pawn · f3 white pawn · h3 white pawn · b2 white pawn · f2 white pawn · h2 white pawn · e1 white king | e8 black king · b7 black pawn · a6 black pawn · e6 black pawn · f6 black pawn · h6 black pawn · b3 white pawn · c3 white pawn · f3 white pawn · h3 white pawn · b2 white pawn · f2 white pawn · h2 white pawn · e1 white king | e8 black king · b7 black pawn · a6 black pawn · e6 black pawn · f6 black pawn · h6 black pawn · b3 white pawn · c3 white pawn · f3 white pawn · h3 white pawn · b2 white pawn · f2 white pawn · h2 white pawn · e1 white king | e8 black king · b7 black pawn · a6 black pawn · e6 black pawn · f6 black pawn · h6 black pawn · b3 white pawn · c3 white pawn · f3 white pawn · h3 white pawn · b2 white pawn · f2 white pawn · h2 white pawn · e1 white king | e8 black king · b7 black pawn · a6 black pawn · e6 black pawn · f6 black pawn · h6 black pawn · b3 white pawn · c3 white pawn · f3 white pawn · h3 white pawn · b2 white pawn · f2 white pawn · h2 white pawn · e1 white king | e8 black king · b7 black pawn · a6 black pawn · e6 black pawn · f6 black pawn · h6 black pawn · b3 white pawn · c3 white pawn · f3 white pawn · h3 white pawn · b2 white pawn · f2 white pawn · h2 white pawn · e1 white king | e8 black king · b7 black pawn · a6 black pawn · e6 black pawn · f6 black pawn · h6 black pawn · b3 white pawn · c3 white pawn · f3 white pawn · h3 white pawn · b2 white pawn · f2 white pawn · h2 white pawn · e1 white king | 3 |
| 2 | e8 black king · b7 black pawn · a6 black pawn · e6 black pawn · f6 black pawn · h6 black pawn · b3 white pawn · c3 white pawn · f3 white pawn · h3 white pawn · b2 white pawn · f2 white pawn · h2 white pawn · e1 white king | e8 black king · b7 black pawn · a6 black pawn · e6 black pawn · f6 black pawn · h6 black pawn · b3 white pawn · c3 white pawn · f3 white pawn · h3 white pawn · b2 white pawn · f2 white pawn · h2 white pawn · e1 white king | e8 black king · b7 black pawn · a6 black pawn · e6 black pawn · f6 black pawn · h6 black pawn · b3 white pawn · c3 white pawn · f3 white pawn · h3 white pawn · b2 white pawn · f2 white pawn · h2 white pawn · e1 white king | e8 black king · b7 black pawn · a6 black pawn · e6 black pawn · f6 black pawn · h6 black pawn · b3 white pawn · c3 white pawn · f3 white pawn · h3 white pawn · b2 white pawn · f2 white pawn · h2 white pawn · e1 white king | e8 black king · b7 black pawn · a6 black pawn · e6 black pawn · f6 black pawn · h6 black pawn · b3 white pawn · c3 white pawn · f3 white pawn · h3 white pawn · b2 white pawn · f2 white pawn · h2 white pawn · e1 white king | e8 black king · b7 black pawn · a6 black pawn · e6 black pawn · f6 black pawn · h6 black pawn · b3 white pawn · c3 white pawn · f3 white pawn · h3 white pawn · b2 white pawn · f2 white pawn · h2 white pawn · e1 white king | e8 black king · b7 black pawn · a6 black pawn · e6 black pawn · f6 black pawn · h6 black pawn · b3 white pawn · c3 white pawn · f3 white pawn · h3 white pawn · b2 white pawn · f2 white pawn · h2 white pawn · e1 white king | e8 black king · b7 black pawn · a6 black pawn · e6 black pawn · f6 black pawn · h6 black pawn · b3 white pawn · c3 white pawn · f3 white pawn · h3 white pawn · b2 white pawn · f2 white pawn · h2 white pawn · e1 white king | 2 |
| 1 | e8 black king · b7 black pawn · a6 black pawn · e6 black pawn · f6 black pawn · h6 black pawn · b3 white pawn · c3 white pawn · f3 white pawn · h3 white pawn · b2 white pawn · f2 white pawn · h2 white pawn · e1 white king | e8 black king · b7 black pawn · a6 black pawn · e6 black pawn · f6 black pawn · h6 black pawn · b3 white pawn · c3 white pawn · f3 white pawn · h3 white pawn · b2 white pawn · f2 white pawn · h2 white pawn · e1 white king | e8 black king · b7 black pawn · a6 black pawn · e6 black pawn · f6 black pawn · h6 black pawn · b3 white pawn · c3 white pawn · f3 white pawn · h3 white pawn · b2 white pawn · f2 white pawn · h2 white pawn · e1 white king | e8 black king · b7 black pawn · a6 black pawn · e6 black pawn · f6 black pawn · h6 black pawn · b3 white pawn · c3 white pawn · f3 white pawn · h3 white pawn · b2 white pawn · f2 white pawn · h2 white pawn · e1 white king | e8 black king · b7 black pawn · a6 black pawn · e6 black pawn · f6 black pawn · h6 black pawn · b3 white pawn · c3 white pawn · f3 white pawn · h3 white pawn · b2 white pawn · f2 white pawn · h2 white pawn · e1 white king | e8 black king · b7 black pawn · a6 black pawn · e6 black pawn · f6 black pawn · h6 black pawn · b3 white pawn · c3 white pawn · f3 white pawn · h3 white pawn · b2 white pawn · f2 white pawn · h2 white pawn · e1 white king | e8 black king · b7 black pawn · a6 black pawn · e6 black pawn · f6 black pawn · h6 black pawn · b3 white pawn · c3 white pawn · f3 white pawn · h3 white pawn · b2 white pawn · f2 white pawn · h2 white pawn · e1 white king | e8 black king · b7 black pawn · a6 black pawn · e6 black pawn · f6 black pawn · h6 black pawn · b3 white pawn · c3 white pawn · f3 white pawn · h3 white pawn · b2 white pawn · f2 white pawn · h2 white pawn · e1 white king | 1 |
|   | a | b | c | d | e | f | g | h |   |

Các dạng (kiểu) Tốt chồng khác nhau (xem hình). Một cặp Tốt chồng được cho là yếu vì bốn lý do sau:
1. thiếu tính linh động
2. không có khả năng hoạt động như những quân Tốt thường
3. khó có thể đổi lấy được một quân Tốt bình thường của đối thủ
4. dễ bị tổn thương nếu bị đối phương tấn công, một bất lợi là việc quân Tốt ở trước không thể nhận được sự bảo vệ của Xe từ phía sau

Trong hình bên, cặp Tốt chồng ở cột b là có tình trạng tốt nhất, tiếp đến là cặp ở cột f. Cặp ở cột h là tệ nhất, chúng chỉ kìm hãm được một Tốt đối thủ và ngược lại hai quân Tốt bị kìm hãm chỉ bởi một quân (cặp ở cột f có khả năng kìm hãm cả hai Tốt e và f của đối phương), do đó quân Tốt thứ hai ít có giá trị (Berliner 1999:18–20). (xem Giá trị tương quan giữa các quân cờ)